# Eragrostis lateritica
Eragrostis lateritica là một loài thực vật có hoa trong họ Hòa thảo. Loài này được Bosser mô tả khoa học đầu tiên năm 1968.